# جاکوب مولنگا
جاکوب مولنگا (انگلیسی: Jacob Mulenga؛ زادهٔ ۱۲ فوریهٔ ۱۹۸۴) بازیکن فوتبال اهل زامبیا است.
از باشگاه‌هایی که در آن بازی کرده‌است می‌توان به باشگاه ورزشی آدانا دمیرسپور، باشگاه فوتبال کانگجو مایتی لاینز، باشگاه فوتبال استراسبورگ، و باشگاه فوتبال اوترخت اشاره کرد.
وی همچنین در تیم ملی فوتبال زامبیا بازی کرده‌است.